# 车站路 (武汉市)

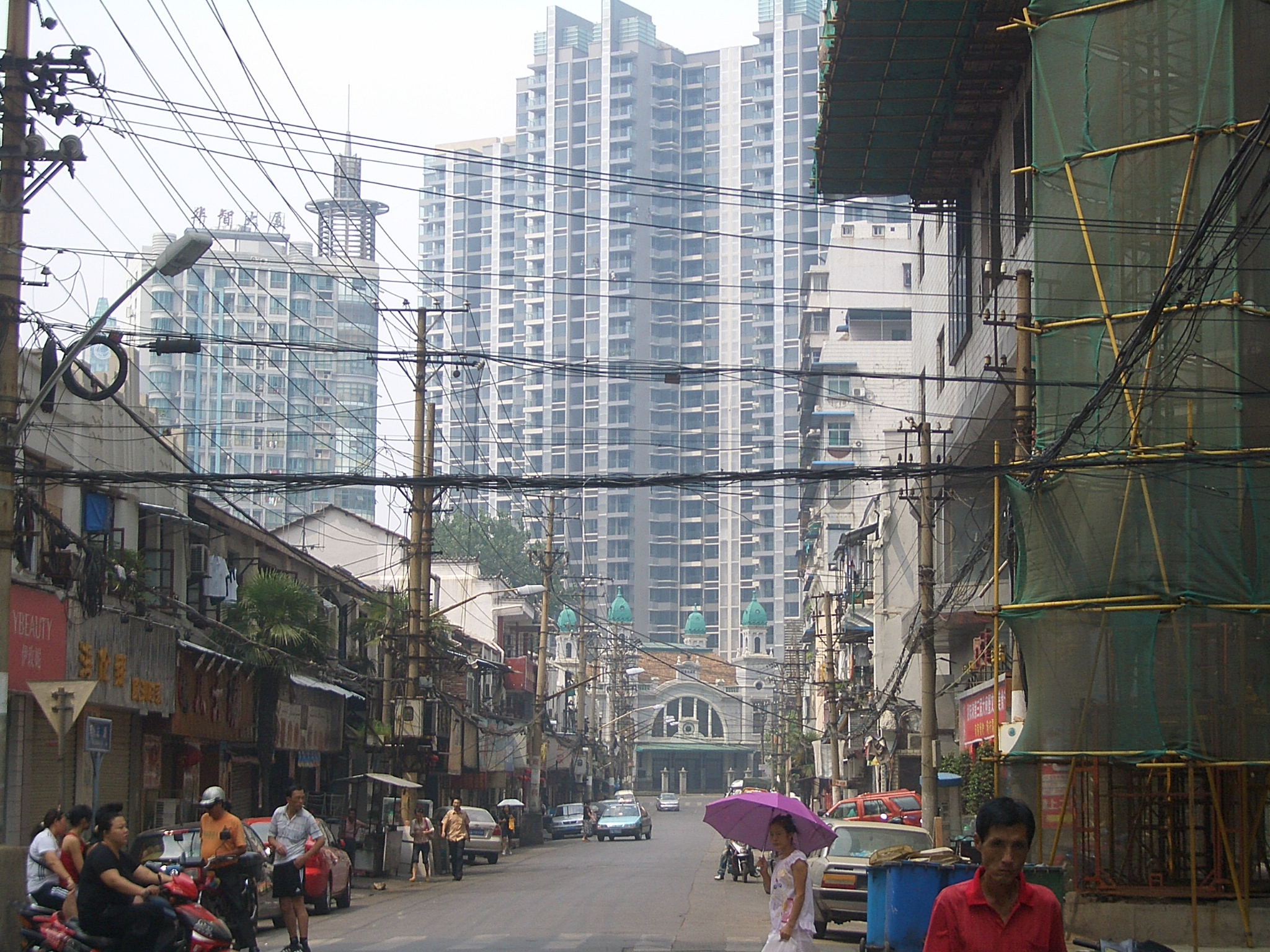
车站路

车站路是中国湖北省武汉市江岸区内一条重要街道。东南到沿江大道，西北到大智门火车站，中间与洞庭街、鄱阳街、胜利街（原名德托美领事街）、中山大道（原西贡街）交汇，全长750米。两侧分别与黄兴路（原名巴黎街）和蔡锷路平行。
车站路形成于1896年汉口法租界设立以后，是该租界的主要干道之一。该路在历史上分段形成，各有不同的路名：
- 从沿江大道到洞庭街极短的一段原为汉口法租界和汉口俄租界的分界线，最初称为邦克街，1918年11月14日，第一次世界大战结束，法国驻汉领事陆公德（George Eugene Lecomte）将该路以法国盟国美国总统威尔逊的名字，重新命名为威尔逊路（RUE  OU  PRESIDENT  WILSON）。
- 从洞庭街到中山大道，以法国总理克雷孟梭，命名为大法总理克勒满沙街（RUE  CLEMENCEAU）。
- 从中山大道到大智门火车站，以法国驻汉口领事玛玺理（Chassain  de Marcilly），命名为玛领事街（AVENUE  DE  MARCILLY），玛玺理在任内的1902年11月12日，与清朝官员签订《汉口法国租界展拓新界条款》，将汉口法租界扩展到汉口城堡（今中山大道）以外，逼近将要完成的京汉铁路大智门火车站前。

从1896年到1943年，威尔逊路、大法总理克勒满沙街和玛领事街是汉口法租界的主要干道，沿街设有天主教汉口圣母无原罪堂等。中国政府接收汉口法租界后，将威尔逊路、大法总理克勒满沙街和玛领事街合并，以其正对大智门火车站，命名为车站路。车站路如今仍为繁盛的商业区，拥有车站路百货商场以及新建的众多高层建筑。

## 建筑
- 美国驻汉总领事馆旧址：车站路1号（沿江大道交界南侧），地处汉口俄租界内，今武汉人才市场
- 东方汇理银行汉口分行旧址：车站路、沿江大道交界北侧，今武汉市越剧团；
- 英商赞育药房旧址：车站路与洞庭街交界西南角；
- 涂坤山（英国亚细亚火油公司买办）公馆；车站路10号
- 汉口圣母无原罪堂：车站路19号，今神曲酒吧
- 大智门火车站